# Edward Ludwig
Edward Ludwig (15 de outubro de 1899 - 20 de agosto de 1982) foi um cineasta norte-americano, russo de nascimento.

## Filmografia parcial
- That Certain Age (1938)
- Coast Guard (1939)
- Swiss Family Robinson (1940)
- The Fighting Seabees (1944)
- The Fabulous Texan (1947)
- Wake of the Red Witch (1948)
- The Big Wheel (1949)
- Big Jim McLain (1952)
- Flame of the Islands (1956)
- The Black Scorpion (1957)